# Золотые рыбки (фильм)
«Золотые рыбки» — короткометражный фантастический фильм 1981 года. Выпущен в составе пятого выпуска киноальманаха «Молодость».
Фильм снят по рассказу Кира Булычёва «Поступили в продажу золотые рыбки» цикла «Великий Гусляр». В фильме в роли Великого Гусляра выступил город Калуга.
Всего Александр Майоров снял два фильма по Гуслярским рассказам — «Золотые рыбки» и «Шанс», оба в Калуге. Кир Булычёв считал фильм лучшей экранизацией своих произведений.

## Сюжет
Маленький городок Великий Гусляр. Неожиданно в местном зоомагазине начинают продавать золотых рыбок. Вскоре выясняется, что рыбки волшебные и способны выполнить три желания своего хозяина.

## В ролях
| Актёр               | Роль                      |
| ------------------- | ------------------------- |
| Елена Максимова     | Ложкина                   |
| Николай Парфёнов    | Ложкин                    |
| Галина Польских     | Ксения Удалова            |
| Михаил Кононов      | Корнелий Удалов           |
| Алёша Гусев         | Максим Удалов             |
| Татьяна Божок       | продавщица Зиночка        |
| Сергей Балабанов    | Миша                      |
| Валентина Титова    | продавщица в зоомагазине  |
| Александр Лебедев   | Валентин                  |
| Игорь Ясулович      | холостяк Александр Грубин |
| Валентин Голубенко  | друг Валентина            |
| Александр Музыченко | эпизод                    |

## Съёмочная группа
- Авторы сценария: Александр Майоров, Кир Булычёв
- Режиссёр: Александр Майоров
- Оператор-постановщик: Георгий Рерберг
- Композитор: Михаил Броннер
- Художник-постановщик: Владимир Аронин
- Звукооператор: В. Шарун
- Дирижёр: А. Петухов

## Цензура
Фильм не выходил на экраны в период антиалкогольной кампании, поскольку одним из желаний жителей Гусляра было заполучить неограниченное количество алкоголя.
Роль дочери в семье иностранцев сыграла Елена Метёлкина, однако все эпизоды с иностранцами были вырезаны по требованию редакционного совета.